# 石城国

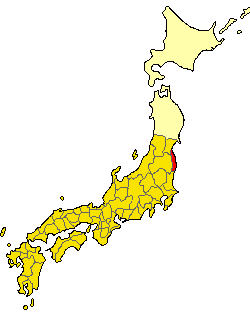
石城国の位置（718年）

石城国（いわきのくに）は、かつて日本の地方行政区分だった令制国の一つ。奈良時代に陸奥国から分立したが、短期間しか存続しなかった。718年に設置され、720年と724年の間に廃止された。

## 沿革
養老2年（718年）5月2日に、陸奥国から石城郡、標葉郡、行方郡、宇太郡（宇多郡）、曰理郡（亘理郡）の5郡、常陸国から菊多郡1郡を割いて設置された。同時に石背国も新設され、陸奥国はこのとき三分された。戊辰戦争後の磐城国と異なり、領域は現在の福島県浜通りとその延長にある宮城県亘理郡に限られ、阿武隈山地を越えた盆地は含まれない。
歴史学者の鐘江宏之は、菊多郡の編入や太平洋沿岸という地理的条件の観点から、石城国は東山道ではなく、東海道に所属していたとする説を唱えている。
養老4年 （720年）から神亀元年（724年）までの間に、陸奥国に戻った。養老4年については、陸奥、石背、石城を対象にして養老4年11月26日に出された勅が『類聚国史』にあり、この時点まで石城国があったことが確実である。また、神亀元年3月25日に陸奥国の大掾が殺されたことが『続日本紀』に見える。大掾は国司の一人で、大・上・中・下に分けたうち大国にだけ置かれる。分割された小さな陸奥国が大国とは考えにくいので、このときまでに合同していたと推定するのである。廃止のより強い証拠は神亀5年（728年）4月11日にあり、『続日本紀』によれば、この日に陸奥国に白河軍団が置かれた。石背国に属していた白河郡が陸奥国とされるのは、石背国廃止の証拠である。そして、石城国の廃止も石背国と同時であろうと考えるのである。
国府は夏井川下流で、大国魂神社付近（現在：いわき市平菅波）、または根岸遺跡付近（現在：いわき市平下大越）のいずれかに置かれたと比定されている。

## 地域

### 郡
6郡から成った。南から順に
- 菊多郡
- 石城郡
- 標葉郡
- 行方郡
- 宇太郡
- 曰理郡